# Tliltocatl vagans
Espèce
Synonymes
- Eurypelma vagans Ausserer, 1875
- Brachypelma vagans (Ausserer, 1875)
- Eurypelma dupontii Becker, 1879

Statut de conservation UICN

 LC  : Préoccupation mineure
Tliltocatl vagans est une espèce d'araignées mygalomorphes de la famille des Theraphosidae.

## Distribution

Distribution

Cette espèce se rencontre au Mexique, au Guatemala et au Belize.
Elle est largement répandue au Mexique du Veracruz au Chiapas. Elle est présente au Belize,, au Guatemala,, au Salvador, au Honduras et au Costa Rica. Elle aurait été observée en Colombie.
Elle a été introduite en Floride aux États-Unis.

## Habitat
Tliltocatl vagans est une araignée terricole, qui apprécie les forêts semi-persistantes et préfère les aires dégagées aux forêts primaires ou secondaires. Elle affectionne les sols argileux avec peu de végétation, de racines et de cailloux et on peut la trouver dans les jardins ou les terrains de football.

## Description
Tliltocatl vagans est une araignée de grande taille pouvant atteindre une taille de 55 à 75 mm pour le corps, avec une taille avec les pattes pouvant atteindre une envergure de 135 mm.
Le dimorphisme sexuel chez Tliltocatl vagans est très léger. Outre la distinction par les pièces génitales, il est possible de différencier les sexes au moyen de l'apophyse du tibia de la première patte que possède seul le mâle. Les mâles sont en général légèrement plus grands et plus lourds avec un poids moyen de 12 g contre 8 g pour les femelles.

### Description de la femelle

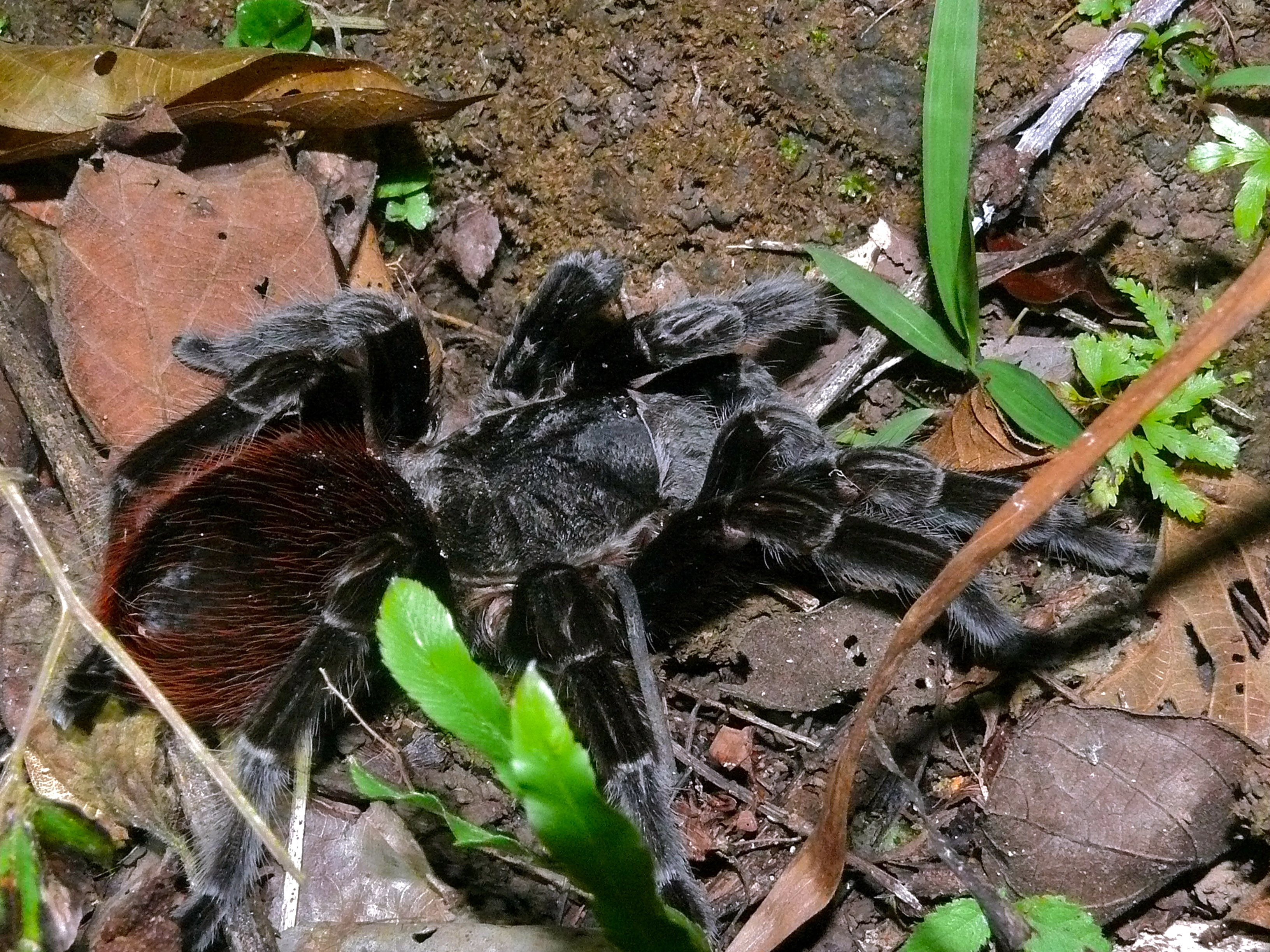
Tliltocatl vagans ♀ de San Ignacio au Belize.

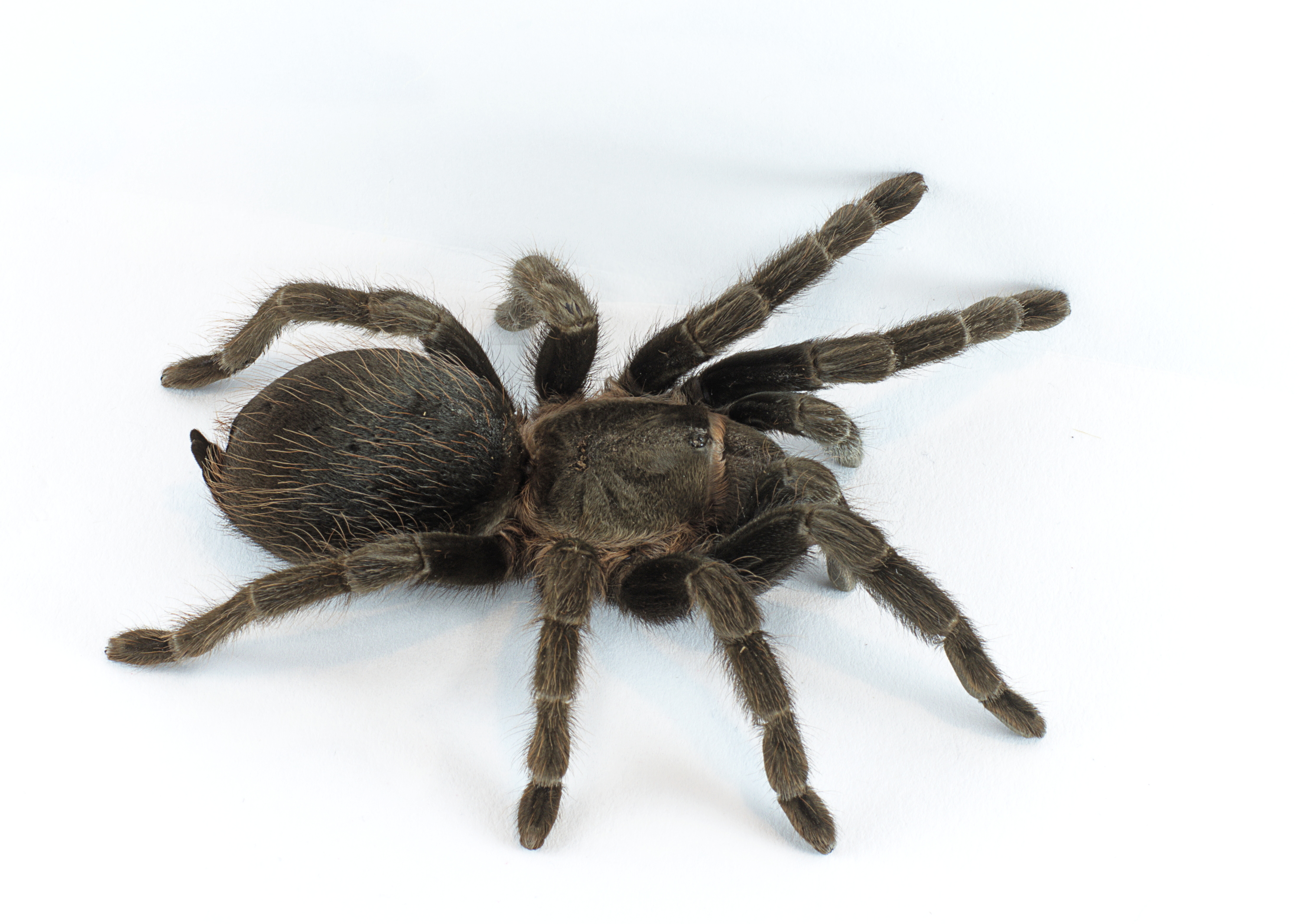
Femelle adulte.

Le céphalothorax, coupé en avant, est presque glabre. La partie céphalique est arrondie et élevée, séparée de la partie thoracique par son élévation. L'élévation de cette partie céphalique s'abaisse dans une grande et profonde fossette médiane en largeur caractéristique du genre Eurypelma.
Les huit yeux sont placés sur une grande plaque noirâtre, ovale en largeur et assez haute. Les quatre yeux du milieu forment un carré. Les antérieurs sont plus gros, jaunes et brillants comme des yeux de chat. Les yeux postérieurs sont plus petits, un peu plus écartés l'un de l'autre que les antérieurs. Les deux lignes d'yeux sont presque droites.
Les pédipalpes sont allongés. Les lames maxillaires sont divergentes et munies d'une forte et longue apophyse épineuse au bord interne supérieur garni de poils roux serrés. La base des lames ainsi que le bord supérieur de la lèvre présentent en quantité de très petits tubercules noirs, brillants et serrés, supportant chacun un petit crin noir. 
Les chélicères sont horizontales et fortes. Le crochet est corné, petit et noir et sans denticulations. Il se replie contre le bord garni de longs poils fauves, et armé d'une douzaine de petites denticulations noires. 
L'abdomen est noir profond, recouvert de poils noirâtres et de poils roux qui sont plus longs et espacés. Il est à noter qu'il existe des variations géographiques de coloration.
Les pattes sont grêles et épineuses. Les fémurs sont garnis sur le dessous et du côté externe de longs poils fauves. Le métatarse de la quatrième paire est doté d'une rangée de six à huit épines. Le métatarse de la troisième paire possède quelques épines. Les scopulas, fortement fixées aux tarses et non divisées, sont arrondies en avant. Les griffes sont dentelées et assez longues bien dissimulées sous les scopulas.

### Description du mâle

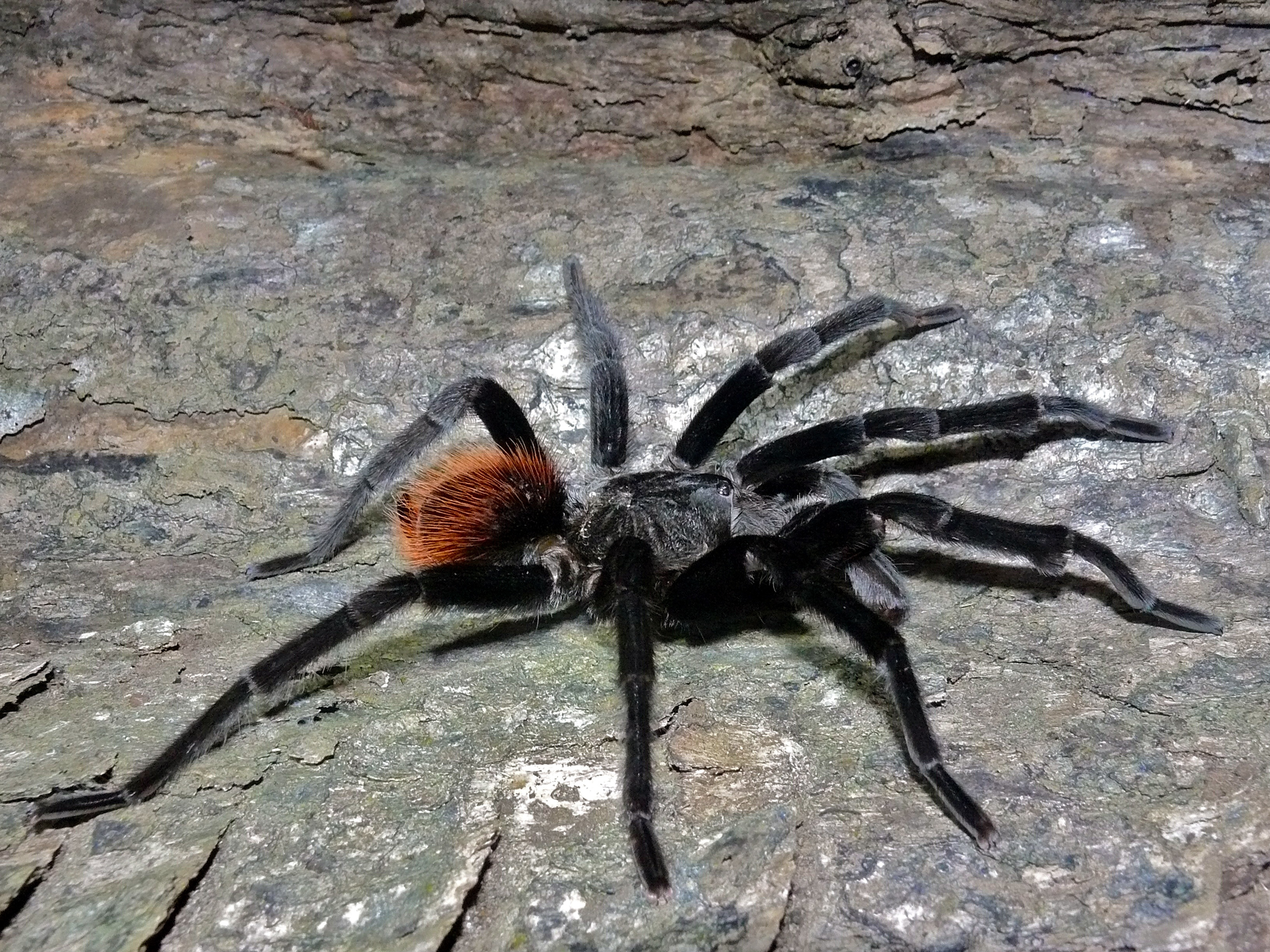
Tliltocatl vagans ♂ de San Ignacio au Belize).

Le corps est plus grêle et fait paraître les pattes plus longues. Le céphalothorax est de même taille que l'abdomen. Le tarse des pédipalpes est arrondi, court et velu.
L'extrémité du tibia de la première patte présente deux fortes apophyses épineuses en forme d'éperon et deux autres épines semblables mais bien plus petites en face. Deux épines courtes sont présentes à l'extrémité du tibia de la seconde patte et une autre à sa base. Les scopulas sont placées sur les tarses et les métatarses de la première et de la seconde patte, sur le tarse et jusqu'à la moitié du métatarse de la troisième patte et sur le tarse et légèrement sur le métatarse de la quatrième patte.

## Comportement

### Toile
Tliltocatl vagans est une tarentule terricole qui creuse un terrier à une seule entrée tapissée de fils de soie destinés à détecter les proies et à limiter la déshydratation pendant la journée. Le terrier mesure de 4 à 5 cm de diamètre et de l'ordre de 45 cm de profondeur.

### Prédation et alimentation
Tliltocatl vagans est un prédateur nocturne qui chasse à l'affût depuis son terrier.
Elle consomme essentiellement des arthropodes terrestres.
Il semblerait que Tliltocatl vagans soit un prédateur des scorpions Centruroides gracilis et Centruroides ochraceus ou tout du moins que sa présence en nombre important soit incompatible avec celle de ces scorpions qu'elle peut tuer.

### Défense et venin
Lorsqu'elle est attaquée par des vertébrés, Tliltocatl vagans se défend au moyen de poils urticants qu'elle possède sur l'abdomen.
Le venin de cette espèce n'est pas reconnu dangereux pour l'homme.

### Cycle de vie
La saison de reproduction débute de mai à juillet avec la saison des pluies. La femelle fabrique un sac de soie de 4 à 5 cm de diamètre qui peut contenir quelques centaines d’œufs. Les petits restent avec leur mère pendant plusieurs semaines dans le terrier et se dispersent en une fois en formant une unique colonne.
Cette espèce peut vivre jusqu'à 25 ans dans la nature et plus en captivité. La maturité sexuelle est atteinte entre 5 et 7 ans dans la nature et dès 3 ans en captivité. 

## Systématique et taxinomie
Cette espèce a été décrite sous le protonyme Eurypelma vagans par Ausserer en 1875. Elle est placée dans le genre Brachypelma par Pocock en 1903 puis dans le genre Tliltocatl par Mendoza et Francke en 2020.
L'espèce Eurypelma dupontii a été placée en synonymie.

## Tliltocatl vaganset l'homme
Tliltocatl vagans est utilisée dans la médecine traditionnelle Ch'ol pour confectionner une boisson destinée à traiter des affections dont les symptômes sont similaires à ceux de l'asthme.

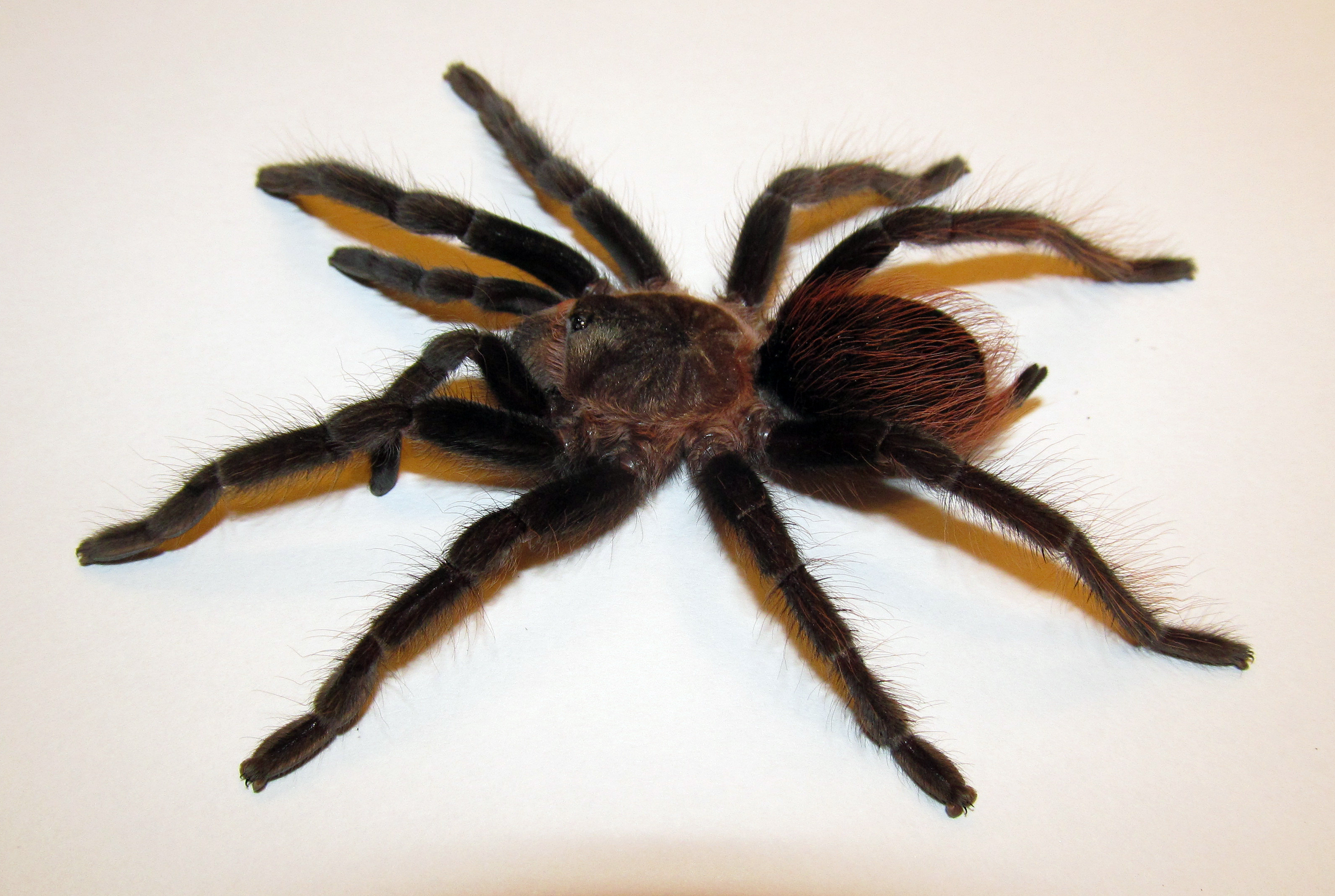
Juvénile.

Tliltocatl vagans est utilisée comme animal de compagnie.

## Statut de protection
Tliltocatl vagans est placée en Annexe II de la CITES, principalement pour la protéger du commerce illégal d'animaux de compagnie. 
Elle est considérée comme invasive en Floride où des tentatives infructueuses d'éradication ont été menées et sur l'île de Cozumel.

## Publication originale
- Ausserer, 1875 : Zweiter Beitrag zur Kenntniss der Arachniden-Familie der Territelariae Thorell (Mygalidae Autor). Verhandlungen der kaiserlich-königlichen zoologisch-botanischen Gesellschaft in Wien, vol. 25, p. 125-206 (texte intégral).